# Freaks (Surf Curse)
Freaks è un singolo del gruppo musicale statunitense Surf Curse, pubblicato il 15 maggio 2021 come primo estratto dal primo album in studio Buds.
Il brano ha guadagnato popolarità dopo esser diventato virale sulla piattaforma TikTok.

## Video musicale
Il video, diretto da Nick Rattigan e Jacob Rubeck, è stato reso disponibile il 5 agosto 2021 attraverso il canale YouTube del gruppo.

## Tracce
Testi e musiche di Jacob Rubeck e Nicholas Rattigan.
1. Freaks – 2:27

## Classifiche
| Classifica (2021) | Posizione massima |
| ----------------- | ----------------- |
| Grecia            | 45                |
| Irlanda           | 60                |
| Lituania          | 25                |
| Portogallo        | 112               |
| Regno Unito       | 64                |
| Repubblica Ceca   | 43                |
| Slovacchia        | 45                |
| Stati Uniti       | 117               |

## Date di pubblicazione
| Paese  | Data           | Formato                      | Etichetta    | Nota   |
| ------ | -------------- | ---------------------------- | ------------ | ------ |
| Mondo  | 15 maggio 2021 | Download digitale, streaming | Atlantic     | [ 17 ] |
| Italia | 7 giugno 2021  | Contemporary hit radio       | Warner Italy | [ 18 ] |